# Archibald MacLeish

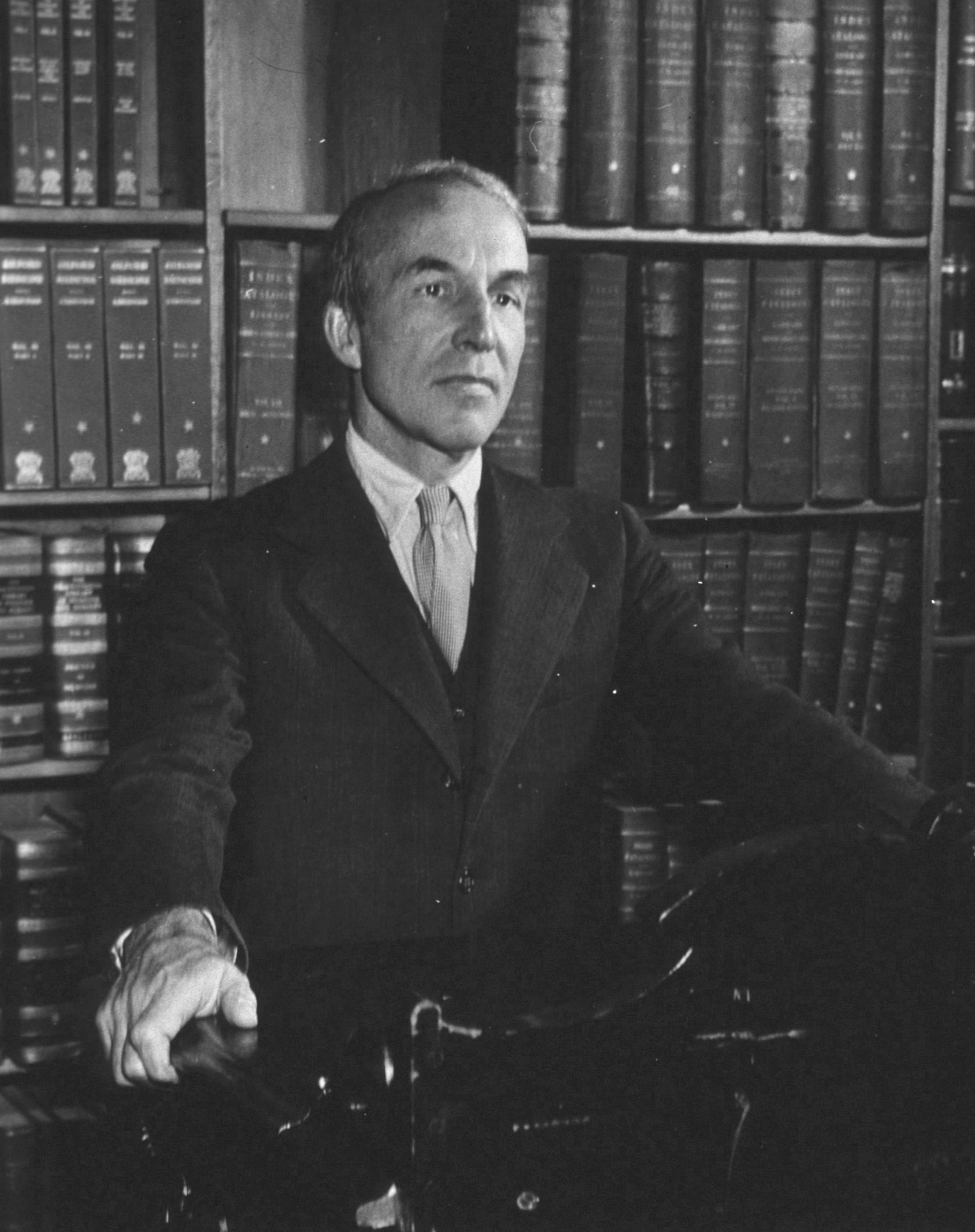
Archibald MacLeish (1944)

Archibald MacLeish (* 7. Mai 1892 in Glencoe, Cook County, Illinois; † 20. April 1982 in Boston, Massachusetts) war ein amerikanischer Dichter und Politiker. Von 1939 bis 1944 war er zudem Leiter der Library of Congress.

## Berufliche und politische Laufbahn
Archibald MacLeish wurde als Sohn eines Kurzwarenhändlers und einer College-Professorin geboren. Von 1907 bis 1911 besuchte er die renommierte Hotchkiss School in Massachusetts. Von 1911 bis 1915 studierte er an der Yale University Englische Literatur und von 1915 bis 1919 an der Harvard University Rechtswissenschaft. Während seines Yale-Studiums wurde er von der dortigen Skull-&-Bones-Studentenverbindung aufgenommen. 1916 heirateten Archibald MacLeish und Ada Hitchcock. Aus der Ehe gingen vier Kinder hervor, von denen eines im Kindbett starb. 1917 unterbrach er sein Studium, um im Ersten Weltkrieg an der französischen Front zuerst als Ambulanzfahrer, später als Artillerie-Hauptmann zu dienen.
1917 veröffentlichte MacLeish auch seinen ersten Gedichtband. Nach seiner Zulassung als Rechtsanwalt arbeitete er zunächst in seinem Fach und firmierte zudem kurzzeitig als Herausgeber der Zeitschrift The New Republic, entschied sich aber dann doch für eine Schriftstellerkarriere. 1923 siedelte er mit seiner Ehefrau nach Paris über. Am dortigen Montparnasse lag zu dieser Zeit der Brennpunkt der amerikanischen Moderne, und MacLeish geriet so in den Kreis der sogenannten Lost Generation, also der amerikanischen Exilantengemeinde um Gertrude Stein und Ernest Hemingway. Erst 1928 kehrte das Ehepaar in die Vereinigten Staaten zurück.
Von 1930 bis 1938 war er Herausgeber der Zeitschrift Fortune und engagierte sich zunehmend in politischen Debatten, insbesondere gegen den auch in den Vereinigten Staaten erstarkenden Faschismus. MacLeish war ein Bewunderer des US-Präsidenten Franklin Delano Roosevelt, der ihm 1939 die Führung der Library of Congress übertrug. Diese Position hatte er fünf Jahre inne, in denen er die Library of Congress modernisierte.
Während des Zweiten Weltkriegs wurde er zudem zum Leiter des dem Verteidigungsministerium der Vereinigten Staaten unterstellten Office of Facts and Figures ernannt; in dieser Funktion und als stellvertretender Direktor des United States Office of War Information betätigte er sich auch in der Kriegspropaganda. Von Dezember 1944 bis August 1945 fungierte er als erster Staatssekretär für Öffentlichkeitsarbeit (Assistant Secretary of State for Public Affairs) beim Außenministerium der Vereinigten Staaten. Nach Kriegsende vertrat er ein Jahr lang die Vereinigten Staaten bei der UNESCO nach deren Gründung. Er war einer der Autoren der Präambel der Verfassung der UNESCO, die mit den Worten beginnt „Da Kriege im Geist der Menschen entstehen, muss auch der Frieden im Geist der Menschen verankert werden“.
Obwohl MacLeish in seiner Laufbahn den Marxismus kritisiert hatte, geriet er in den 1940er und 1950er Jahren zunächst in das Blickfeld J. Edgar Hoovers, später Joseph McCarthys, die ihn linker politischer Neigungen verdächtigten. Ursache hierfür war im Wesentlichen sein Engagement für antifaschistische Organisationen wie die League of American Writers und seine Freundschaft zu prominenten Autoren des linken politischen Spektrums. Ein Opfer dieser Verleumdung wurde MacLeishs Stellvertreter im Office of Facts and Figures, Malcolm Cowley, der nach wenigen Monaten aus dem Amt gedrängt wurde.
Von 1949 bis 1962 war MacLeish Professor für Rhetorik an der Harvard University, und von 1963 bis 1967 lehrte er am Amherst College.

## Literarisches Werk
Während seiner Zeit in Paris wurde MacLeish stark von der Lyrik T. S. Eliots und Ezra Pounds geprägt und wird daher häufig der Tradition der „Waste-Land“-Dichter zugeordnet.
Einige Kritiker sprechen dennoch seinem Werk jegliche Originalität ab. Sein Gedicht Ars Poetica (man vergleiche es mit dem gleichnamigen Gedicht von Krzysztof Kamil Baczyński) enthält jedoch eine der stringentesten – wenn auch eben deswegen nicht eben subtilen – Formulierungen einer modernistischen Poetik: „A poem should not mean / but be.“ – „Ein Gedicht soll nicht bedeuten / sondern sein.“
In seinem Gedicht You, Andrew Marvell, mit dessen Titel er diesen metaphysischen Dichter des 17. Jahrhunderts namentlich anspricht, bezieht er sich auf Marvells berühmtes Gedicht To his coy mistress. Wie Blanke in seiner Deutung hervorhebt, tritt MacLeish hier „wie Marvells Liebender in den Strom der Zeit ein, ohne einen Ort finden zu können, an dem er vor dem Verlust an Raum und Zeit sicher ist.“ Wie die Metaphysiker des 17. Jahrhunderts kann für MacLeish nicht „der Liebesakt als solcher, sondern nur seine imaginative Verewigung die Zeit überwinden.“
MacLeish schrieb auch einige Hörspiele.

## Ehrungen
- 1933 und 1953: Pulitzer-Preis für Lyrik
- 1959: Pulitzer-Preis für das Drama J. B.
- 1933: Wahl in die American Academy of Arts and Letters[6]
- 1950: Wahl in die American Academy of Arts and Sciences

## Veröffentlichungen

### Werkausgaben
Eine vollständige Ausgabe der Werke Archibald MacLeishs steht noch aus, doch liegen viele seiner Gedichte, Dramen, Essays, Briefe sowie Interviews in Sammelbänden vor:
- Six Plays. Dramen. Houghton Mifflin, Boston 1980, ISBN 0-395-28419-8.
- Collected Poems 1917-1982. Gedichte. Houghton Mifflin, Boston 1985, ISBN 0-395-39417-1.
- A Continuing Journey. Essays. Houghton Mifflin, Boston 1968.
- Riders on the Earth: Essays and Recollections. Houghton Mifflin, Boston 1978, ISBN 0-395-26382-4.
- Archibald MacLeish: Letters 1907-1982. Hrsg. von R. H. Winnick. Houghton Mifflin, Boston 1983, ISBN 0-395-32159-X.
- The Dialogues of Archibald MacLeish and Mark Van Doren. Hrsg. von Warren V. Bush. E. P. Dutton, New York 1964.
- Archibald MacLeish: Reflections. Interviews. Hrsg. von Bernard A. Drabeck und Helen E. Ellis. University of Massachusetts Press, Amherst 1986, ISBN 0-87023-511-7.

### Artikel
- Amy Lowell and the Art of Poetry. In: North American Review, No. 221/März 1925, S. 508–521.[7]

### Bibliographien
- Edward J. Mullaly: Archibald MacLeish: A Checklist. (= Serif Series: Bibliographies and Checklists 26). Kent State University Press, Kent OH 1973, ISBN 0-87338-132-7.
- Helen E. Ellis, Bernard A. Brabeck und Margaret E. C. Howland: Archibald MacLeish: A Selectively Annotated Bibliography. Scarecrow Press, Lanham, MD und London 1995, ISBN 0-8108-3022-1.